# Утопия (телесериал, Великобритания)
«Уто́пия» (англ. Utopia) — британский фантастический телевизионный триллер, сюжет которого повествует о группе прежде незнакомых людей, в распоряжении которых оказывается рукопись некоего романа под названием «Утопия». В нём, как предполагается, описан способ создания смертоносного оружия. Герои сериала «Утопия» вскоре привлекают внимание некой секретной неправительственной организации под названием Сеть. Если они хотят выжить, им придётся научиться уходить от её преследования.
Премьера первого сезона, состоящего из 6 эпизодов, состоялась 15 января 2013 года. Второй сезон, также состоящий из шести эпизодов, был выпущен 14 июля 2014 года. Телеканал HBO занимался разработкой американской версии сериала, однако из-за несогласованности с бюджетом в 2014 году проект был отменён. В апреле 2018 права на ремейк приобрела компания Amazon Studios. 25 сентября 2020 вышла американская версия сериала.

## В ролях
- Фиона О’Шонесси — Джессика Хайд
- Александра Роуч — Беки
- Нейтан Стюарт-Джарретт — Иэн Джонсон
- Адиль Ахтар — Уилсон
- Оливер Вуллфорд — Грант Литэм
- Нил Мэскелл — Арби/Пьетре
- Джеральдин Джеймс  — Милнер
- Пол Хиггинс — Майкл Дагдейл

## Второстепенные персонажи
- Алистер Петри — Джефф Лоусон
- Рут Геммелл — Джен Дагдейл
- Эмилия Джонс — Элис Уорд
- Пол Риди — Ли
- Джеймс Фокс — ассистент
- Анна Мэдли — Аня Левченко
- Стивен Ри — Конран Лэттс
- Сильвестра Ле Тузель — Лия Горсэнд
- Иан Макдермид — Антон
- Саймон Макберни и Майкл Малони — Кристиан Дональдсон
- Саша Дхаван — Пол Симпсон
- Аллан Кордюнер — Росс
- Том Берк — Филип Карвел
- Роуз Лесли — юная Милнер
- Тим Макиннерни — Эйри Нив
- Майкл Смайли — инспектор Джошуа Рейнолдс
- Джульет Коуэн — Бриджет
- Кори Джонсон — Ниалл
- Элинор Мацуура — Бев

## Премии и номинации
В 2014 году сериал стал лауреатом международной премии Эмми как лучший драматический сериал.
| Год  | Номинация                 | Категория                          | Получатель              | Результат | Ref.   |
| ---- | ------------------------- | ---------------------------------- | ----------------------- | --------- | ------ |
| 2013 | RTS Craft & Design Awards | Effects - Picture Enhancement      | Aidan Farrell           | Победа    | [ 5 ]  |
| 2013 | RTS Craft & Design Awards | Music - Original Score             | Cristobal Tapia de Veer | Победа    | [ 6 ]  |
| 2013 | RTS Craft & Design Awards | Production Design - Drama          | Kristian Milsted        | Номинация | [ 7 ]  |
| 2014 | RTS Programme Awards      | Drama Series                       | Utopia                  | Номинация | [ 8 ]  |
| 2014 | RTS Programme Awards      | Writer - Drama                     | Dennis Kelly            | Номинация | [ 8 ]  |
| 2014 | BAFTA TV Craft Awards     | Writer - Drama                     | Dennis Kelly            | Номинация | [ 9 ]  |
| 2014 | BAFTA TV Craft Awards     | Photography And Lighting - Fiction | Ole Birkeland           | Номинация | [ 9 ]  |
| 2014 | BAFTA TV Craft Awards     | Director - Fiction                 | Marc Munden             | Номинация | [ 9 ]  |
| 2014 | BAFTA TV Craft Awards     | Digital Creativity                 | TH_NK                   | Номинация | [ 9 ]  |
| 2014 | International Emmy        | Best Drama Series                  | Utopia                  | Победа    | [ 10 ] |
| 2014 | RTS Craft & Design Awards | Costume Design – Drama             | Marianne Agertoft       | Номинация | [ 11 ] |
| 2014 | RTS Craft & Design Awards | Effects – Picture Enhancement      | Aidan Farrell           | Номинация | [ 11 ] |
| 2014 | RTS Craft & Design Awards | Music – Original Score             | Cristobal Tapia de Veer | Номинация | [ 11 ] |
| 2014 | RTS Craft & Design Awards | Production Design – Drama          | Jennifer Kernke         | Победа    | [ 11 ] |
| 2014 | RTS Craft & Design Awards | Photography – Drama                | Lol Crawley             | Победа    | [ 11 ] |
| 2015 | RTS Programme Awards      | Best Actor - Male                  | Adeel Akhtar            | Номинация | [ 12 ] |
| 2015 | BAFTA TV Awards           | Supporting Actor                   | Adeel Akhtar            | Номинация | [ 9 ]  |